# Burni Uting
Burni Uting är ett berg i Indonesien.   Det ligger i provinsen Aceh, i den västra delen av landet, 1 600 km nordväst om huvudstaden Jakarta. Toppen på Burni Uting är 2 478 meter över havet, eller 150 meter över den omgivande terrängen. Bredden vid basen är 2,9 km.
Terrängen runt Burni Uting är kuperad västerut, men österut är den bergig. Runt Burni Uting är det mycket glesbefolkat, med 4 invånare per kvadratkilometer. I omgivningarna runt Burni Uting växer i huvudsak städsegrön lövskog.